# Ba Đông

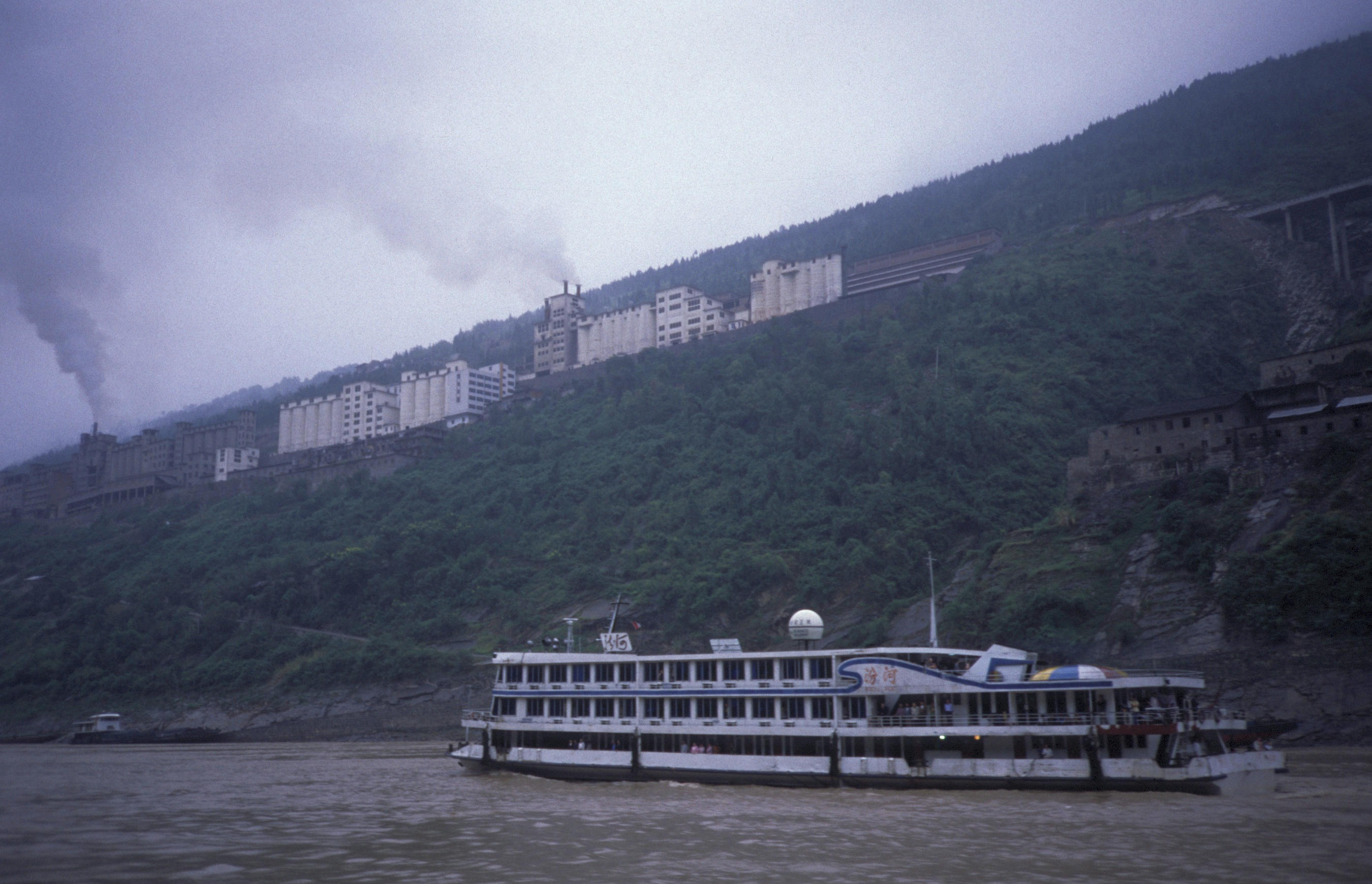
Ba Đông (1999)

Ba Đông (chữ Hán giản thể:巴东县) là một huyện của Châu tự trị dân tộc Thổ Gia, Miêu Ân Thi, tỉnh Hồ Bắc, Cộng hòa Nhân dân Trung Hoa. Huyện này có diện tích 3219 ki-lô-mét vuông, dân số năm 2004 là 480.000 người. Về mặt hành chính, huyện này được chia thành 10 trấn, 2 hương.
- Trấn: Đông Nhưỡng Khẩu, Duyên Độ Hà, Quan Độ Hà, Trà Điếm Tử, Lục Thông Pha, Đại Chi Bình, Dã Tam Quan, Thanh Thái Bình, Thủy Bố 垭.
- Hương: Khê Khâu Loan, Kim Quả Bình.